# Асеренса, Клаудия
Клаудия Асеренса Мариес (исп. Claudia Acerenza Maríez; род. 15 января 1966) — уругвайская легкоатлетка, бегунья на короткие дистанции, многократный призёр чемпионатов Южной Америки, участница чемпионатов мира и летних Олимпийских игр 1988 года.

## Спортивная биография
Клаудия Асеренса родилась 15 января 1966 года в Монтевидео, но до 18 лет жила в городе Саранди-Гранде, расположенного на территории департамента Флорида.
На юниорском уровне Клаудия Асеренса стала двукратной чемпионкой Южной Америки в эстафетном беге. На крупных международных взрослых соревнованиях спортсменка дебютировала в 1986 году и сразу стала чемпионкой Южноамериканских игр в эстафете и двукратным призёром на личных дистанциях. В 1987 году Асеренса выступала на чемпионате мира и Панамериканских играх, но ни разу не смогла преодолеть первый раунд соревнований.
В 1988 году Клаудия Асеренса вошла в состав сборной для участия в летних Олимпийских играх в Сеуле. Уругвайская спортсменка была заявлена на две спринтерские дистанции. На 100-метровке Асеренса показала результат 12,11, заняв 7-е место в своём забеге, опередив при этом лишь спортсменку из Конго. На дистанции вдвое длиннее Клаудия пришла к финишу 6-й, завершив дистанцию за 24,46.
В 1989 году Асеренса выступала на чемпионате мира в помещении, но была дисквалифицирована в первом раунде на дистанции 200 метров. В 1990 году Клаудия стала трёхкратным серебряным призёром на индивидуальных дистанциях Южноамериканских игр. В 1991 году Асеренса приняла участие в летнем и зимнем чемпионатах мира, но нигде не смогла преодолеть первую стадию соревнований.
Замужем, есть сын. Сестра-близнец — Соледад Асеренса, которая также бегала на короткие дистанции. В Монтевидео проходит легкоатлетический турнир имени Клаудии и Соледад Асеренсы.